# Aldo Žerjal
Aldo Žerjal, slovenski pesnik, * 1. junij 1957, Postojna.
V Novi Gorici je leta 1974 končal poklicno šolo lesarske smeri ter se naslednje leto zaposlil v tovarni pohištva Krasoprema v Dutovljah. Pesniti je začel pri osemnajstih letih. Pesmi je objavljal v listih in revijah Mentor, Sodobnost, Problemi, Dialogi in drugih ter v zbornikih v zvezi s literarnimi kolonijami. Kasneje pa so njegove pesmi izšle v več knjigah. Trenutno njegova bibliografija obsega 42 zapisov. 
Leta 1986 je prejel nagrado Zlata ptica.

## Izbrana bibliografija
- Izzabranja (COBISS)
- Smrtne razlike (COBISS)
- V skrivne samopoti (COBISS)
- Vzpostavljeni stavki (COBISS)
- Glasbajala (COBISS)
- Po pikapolonici (COBISS)
- Pesniški almanah mladih (COBISS)
- Obrobljena noč (COBISS)